# Nosekiella urasi
Nosekiella urasi är en urinsektsart som beskrevs av Imadaté 1981. Nosekiella urasi ingår i släktet Nosekiella och familjen lönntrevfotingar. Inga underarter finns listade i Catalogue of Life.